# Uganda ved sommer-OL 2012
Uganda deltog ved Sommer-OL 2012 i London som blev arrangeret i perioden 27. juli til 12. august 2012. 

## Medaljer
| 2012 London | Guld | Sølv | Bronze | Total |
| Uganda      | 1    | 0    | 0      | 1     |

### Medaljevinderne
| Uganda ved sommer-OL 2012 i London | Uganda ved sommer-OL 2012 i London | Uganda ved sommer-OL 2012 i London | Uganda ved sommer-OL 2012 i London | Uganda ved sommer-OL 2012 i London |
| Medaljer                           | Atleter                            | Sport                              | Øvelse                             | Resultat                           |
| ---------------------------------- | ---------------------------------- | ---------------------------------- | ---------------------------------- | ---------------------------------- |
| Gull                               | Stephen Kiprotich                  | Atletik                            | Maraton, mænd                      | 2.08.01                            |